# Gino Mellano
Gino Mellano (Mondovì, 26 agosto 1923 – Roccaforte Mondovì, 3 marzo 1945) è stato un partigiano italiano, medaglia d'oro al valor militare alla memoria.

## Biografia
Arruolatosi nella Marina militare nel 1943, il giovane marò aveva prestato servizio a La Spezia e poi nella base navale di Pola. All'annuncio dell'armistizio – era a casa in licenza – si dette subito alla macchia. Dal giugno 1944 combatté inquadrato nella Brigata "Vall'Ellero", per assumere poi il comando della "Volante" della V Divisione "Alpi-Mondovì". Nell'ottobre del 1944, la formazione attaccò, nei pressi di Pogliola, un'autocolonna tedesca, impadronendosi di un'ingente quantità di armi e munizioni e catturando ventotto tra ufficiali e soldati.
Nel marzo del 1945, quando la Liberazione era ormai alle porte, la "Volante" attaccò il presidio nazifascista di Roccaforte. Mellano, nonostante fosse stato gravemente ferito, continuò la lotta sino all'ultimo respiro, riuscendo a neutralizzare una mitragliatrice nemica e dando così ai suoi compagni la possibilità di concludere con successo l'azione.